# Escudo de Fuentesoto
El escudo de Fuentesoto es el símbolo más importante de Fuentesoto, municipio de la provincia de Segovia, comunidad autónoma de Castilla y León, en España. 

## Descripción
El escudo de Fuentesoto fue oficializado el 20 de junio de 2005, y su descripción heráldica es:

«Escudo partido. Primero en campo de oro tres árboles de su color terrasados de sinople, surmontados de dos estrellas de gules puestas en los cantones del jefe. En punta, ondas de plata y azur. Segundo en campo de gules una ermita de oro. En punta un creciente de plata.»
Boletín Oficial de Castilla y León nº 161/2005